# Pan-Amerikaanse kampioenschappen wielrennen 2025 – Individuele tijdrit mannen elite
De individuele tijdrit voor mannen elite op de Pan-Amerikaanse kampioenschappen wielrennen 2025 werd gehouden op 24 april. De deelnemers moesten een parcours van 39,3 kilometer in en rond het Uruguayaanse Punta del Este afleggen. De Colombiaan Walter Vargas won voor de derde maal op rij (en voor de zesde keer in totaal), voor zijn landgenoot Rodrigo Contreras en de Braziliaan Diego Mendes. Er stonden 22 renners op de startlijst, maar de Mexicaan Salvador Lemus en Brandon Rodríguez uit El Salvador startten uiteindelijk niet.

## Uitslag
| Plaats | Naam                | Tijd        |
| ------ | ------------------- | ----------- |
| Goud   | Walter Vargas       | 46'48,39"   |
| Zilver | Rodrigo Contreras   | + 1'57,16"  |
| Brons  | Diego Mendes        | + 2'11,77"  |
| 4      | Thomas Silva        | + 2'13,71"  |
| 5      | Eric Fagúndez       | + 2'15,89"  |
| 6      | Jonathan Caicedo    | + 2'19,86"  |
| 7      | Kaden Hopkins       | + 2'21,01"  |
| 8      | Franklin Archibold  | + 2'30,09"  |
| 9      | Héctor Quintana     | + 2'48,81"  |
| 10     | Nicholas Narraway   | + 2'58,37"  |
| 11     | Carlos Samudio      | + 3'15,78"  |
| 12     | Donovan Ramírez     | + 3'42,66"  |
| 13     | Joseph Ramírez      | + 4'03,70"  |
| 14     | José Luis Rodríguez | + 4'37,29"  |
| 15     | André Gohr          | + 4'43,28"  |
| 16     | Christopher Morales | + 6'14,75"  |
| 17     | Santiago Montenegro | + 6'52,20"  |
| 18     | Francisco Riveros   | + 7'56,63"  |
| 19     | Chrisopher Bodden   | + 11'23,95" |
| 20     | Karega Charles      | + 20'28,70" |